# Гаральд Керес
Га́ральд Ке́рес (ест. Harald Keres; 15 листопада 1912 — 26 червня 2010) — естонський і радянський фізик і астроном, академік Академії наук Естонії (1961). Старший брат гросмейстера Пауля Кереса.

## Життєпис
Народився в Пярну. У 1936 закінчив Тартуський університет. Працював там же в 1936—1963 (з 1954 — професор; у 1949—1958 — завідувач кафедри теоретичної фізики, в 1958—1960 — проректор). У 1950—1973 працював в Інституті фізики і астрономії АН Естонської РСР (у 1950—1951 — завідувач обсерваторії, в 1960—1973 — завідувач сектору), з 1973 — завідувач сектору Інституту фізики АН Естонської РСР.
Основні наукові роботи відносяться до теорії тяжіння і космології. У 1964 запропонував метод порівняння полів, що описуються ньютонівською і ейнштейнівською теоріями тяжіння, заснований на системах відліку падаючих вільно без обертання тіл. Це дало можливість представити гравітаційне поле в теорії Ньютона за допомогою тривимірної квадратичної форми. Показав в 1965 році, що існують розв'язання рівнянь Ейнштейна двох типів — ньютонівського і неньютонівського (безроторні і роторні поля). Згодом займався розв'язанням рівнянь Ейнштейна для порожнього простору.